# 伏尼契手稿

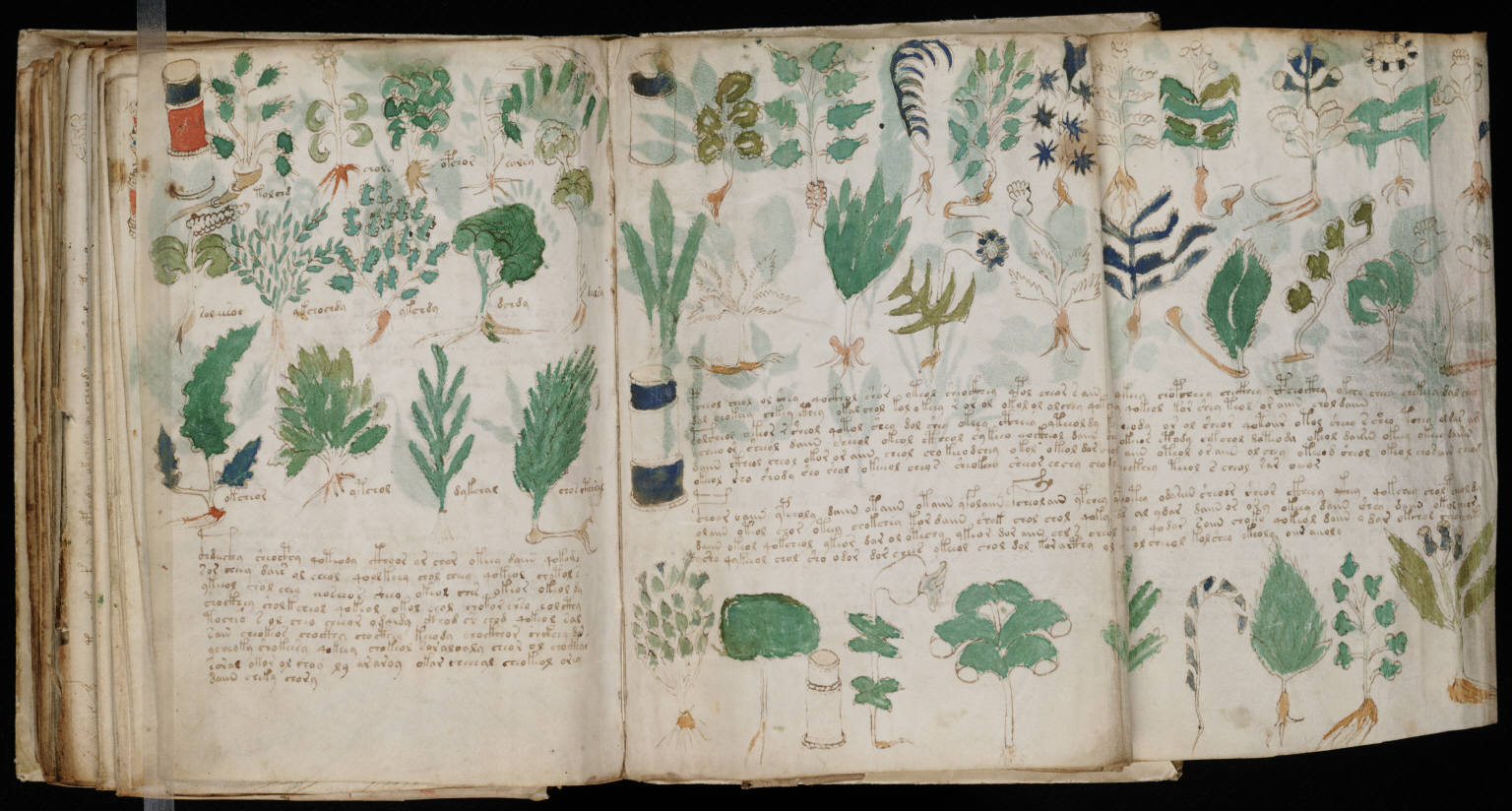
伏尼契手稿中的一頁

伏尼契手稿（英語：Voynich manuscript），是一本內容不明的神秘書籍，共240頁，附有插图，卻與內文完全沒有關聯，似乎是中古世紀煉金術士之參考書籍。書名伏尼契來自名為威尔弗雷德·伏尼契的波蘭裔美國人书商，他於1912年在義大利買下此书。2005年，这部书入藏耶鲁大学的拜内克古籍善本图书馆，编号MS 408。
2011年透過放射性碳定年法檢測出其書成於15世紀初，估計在1404至1438年間，可信度達95%。这份手稿現世以來，專業和業餘的譯解密碼員，如第二次世界大戰期間英美頂尖解碼專家，都積極研究過，但是未能破譯出隻字片語。一連串的失敗令伏尼契手稿儼然成為密碼術历史中的「聖杯」。不過，也有不少人認為手稿只不過是惡作劇——因為書中的符號排列全無意義可言。

## 内容
伏尼契手稿用上等牛犊皮纸制成，全书大约240页，但伏尼契获得之前就已经散失了部分书页。书中的文字和素描图都是用鹅毛笔写成，图画上的彩色部分应该是后期才补上的。

### 例證
手稿內的插圖對於揭露書中內容未能有太大幫助，但是藉着插圖卻可以看出全書分為六個篇或章節，每篇的風格和主題各有不同。除了最後一篇全以文字寫成之外，手稿內的每頁最少都有一幅插圖。每個章節的慣用名稱詳見如下：

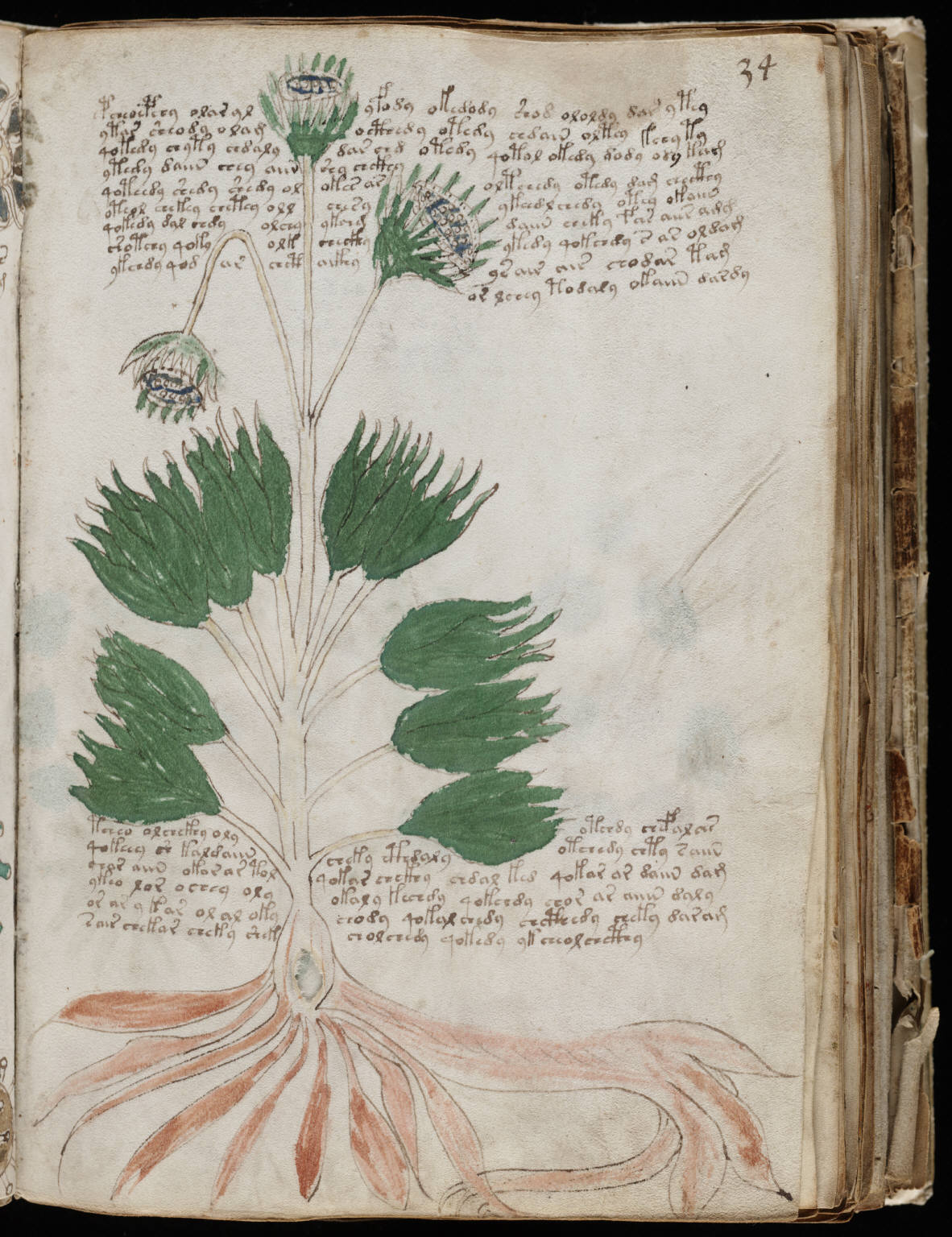
伏尼契手稿中的〈草藥〉章節頁，上有植物插圖。

- 草藥：每頁顯示了一種植物（某些頁有兩種），部分段落描述了當時歐洲的典型草藥。部分插圖比「醫藥」章節的草圖更大更清晰。
- 天文：含有天體圖，其中有太陽、月亮和星辰，應與天文學或占星術相關。其中有12幅圖描繪了黃道12宮的星相（星座）標記（兩條魚代表雙魚座、一頭公牛代表金牛座、手持弓箭的戰士代表人馬座等等）。每一符號都畫有約30個女子環繞，每個女子都捧著一顆標有名稱的星星，大部分女子是裸體的。章節最後兩頁（水瓶座和魔羯座，一月和二月的星座）已經缺失，而白羊座和金牛座的兩頁已經撕裂為4張圖，每張上各有15顆星星。有些圖案是畫在可摺疊的書頁上。
- 生物學：大量的文字並配有插圖。插圖主要是裸體女子在水池中或盆中洗澡的樣子，這些池或盆用管子連接成網狀。其中部分可以很容易的看出像人體的器官，有些女子頭戴皇冠。
- 宇宙論：很多圓形的圖案，但都很模糊。這一章節也有可摺疊的書頁，有一頁可擴展為6頁，包含了一幅以「鋪道」連接的九座「島嶼」的地圖，其中還有城堡，和一座火山。
- 醫藥：很多帶標記的圖畫，如各種植物的部分如根部、葉子等等。物體都類似於藥物，在書頁旁另有文字說明。
- 配方：很多短的段落，每一段都標有一個花形或者星形的標注。

### 原文

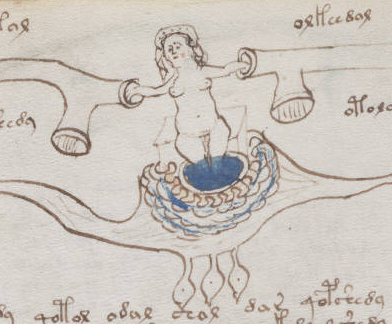
手稿中的怪異裝置

「生物學」一節的手稿寫滿字，同時畫有沐浴的女子

由右邊不對稱的段落推斷，文字是由左至右書寫。段落沒有明顯的標點符號。從流暢的字型及排列整齊，似乎謄寫員清楚明白自己在寫什麼，而不是落筆前故意逐字編造。
手稿含有17萬個字跡，字跡之間有窄分隔，大部分由一至兩筆寫成。一套有20至30種不同字跡的字母系統幾乎說明了整個手稿。關於某些字跡是否為個別字母存在一些爭論。部分奇怪的字母僅出現一或兩次。較闊的分隔可分辨出約3.5萬個不同長度的「詞彙」，大致符合語音學的規律，例如部分字母在每一個詞彙經常出現（正如英語的韻母）等。
統計分析發現，文稿的文字規律與自然語言類似。例如，詞彙的出現頻率符合齊夫定律，而詞彙的熵（每詞約10位元）亦與英語或拉丁語相類似。
然而，手稿的語言與歐洲語言不太相似。例如，幾乎沒有詞彙是多過10個字母，亦幾乎沒有1或2個字母的詞彙。詞彙內的字母分布獨特，有些字母僅出現在字首，有些在字尾，有些在詞彙中間，這特點與阿拉伯字母相似，但不見於拉丁字母、希臘字母或西里尔字母。詞彙的重複程度也高於一般歐洲語言。同一詞彙可能一句出現三次（相當於在英語出現and and and）。統計學上，手稿的詞彙數目相對較少。

## 作者推测
有不少人被推測為伏尼契手稿的原作者，這裡只列出一些知名的人物。
- 罗吉尔·培根
- 约翰·迪伊
- 埃德华·凯莱

## 騙局論
有人認為伏尼契手稿只是內容顯得很怪異難解的騙局。但問題隨之而來：如果沒有預期的觀眾（即創作者的同時代人），作者為什麼要用這樣一種複雜而困難的方式愚弄人？
據說這份手稿可能曾被神聖羅馬帝國皇帝魯道夫二世買下，如果此事當真，作者可能是以精美的插圖，運用卡登格（Cardan grille）填上文字來騙錢。此外，亦有人認為手稿作者為魯道夫二世的私生子唐·朱利烏斯·凱撒·德·奧地利，不過沒有足夠的證據。

## 破解
2014年3月，英國語言學教授史提芬·巴克斯（Stephen Bax）聲稱他成功破譯部分手稿。他參考了中世紀各類手稿，並運用閃米特語系中的阿拉伯語來破譯伏尼契手稿的神秘含義。他結合語言分析，破譯了17個象徵符號，揭示出了10個單詞的意思，包括杜松、芫荽、嚏根草、黑枯茗、棉花、藏紅花等植物名詞，以及喀戎（希臘神話中一個半人馬的名字）。
教授說：「我不認為這本書來自外星球或是什麼魔法師的傑作諸如此類的。我想它本質上就是一本關於大自然的書，不然怎麼會畫滿了植物和各類星體。我用以阿拉伯文和其他語言文字記載的中世紀藥草手稿來破解那些圖形，它們中很多都指向植物類，而且會是你意想不到的種類。我覺得，這手稿源自亞洲。手稿上的語言是獨一無二的，寫法很淘氣，像來自中土世界。」
另外有研究者相信書中303種植物中至少有37種生長於中美洲，也就是現在的墨西哥一帶。手稿寫於15至16世紀，很有可能使用的是納瓦特族（墨西哥南部和中美洲印第安各族）的納瓦特語。但反對者認為史提芬·巴克斯更動了很多字母以符合他的學說，而且語法上也不符合拉丁縮寫的規則。
2018年，來自加拿大艾伯塔大學的葛雷格·康達拉克（Greg Kondrak）和布萊德利·哈爾（Bradley Hauer），利用人工智能演算發現有80%的文法符合希伯來文語法，並且成功翻譯出第一行話為「她向牧師、家人、人民提出建議。」，但這語氣不順暢，伏尼契手稿中的文本太雜，重複的字符太多，不像流暢的作文，這意味著可能最終只能破解手稿上的名詞，而無法完整翻譯。

## 延伸閱讀
- Brumbaugh, Robert S. . Carbondale, IL: Southern Illinois University Press. 1978. ISBN 0-8093-0808-8.
- D'Imperio, M. E. . Laguna Hills, CA: Aegean Park Press. 1978. ISBN 0-89412-038-7.
- D'Imperio, M. E.  (PDF). Fort George G. Meade, MD: National Security Agency/Central Security Service. 1978  [2014-03-31]. OCLC 50929259. （原始内容 (PDF)存档于2017-02-13）.
- Kennedy, Gerry; Churchill, Rob. . London: Orion. 2004. ISBN 0-7528-5996-X.
- Goldstone, Lawrence; Goldstone, Nancy. . New York: Doubleday. 2005. ISBN 0-7679-1473-2.
- Levitov, Leo. . Aegean Park Press. 1987. ISBN 0-89412-148-0.
- Pérez-Ruiz, Mario M. . Barcelona: Océano Ambar. 2003. ISBN 84-7556-216-7 （西班牙语）.
- Manly, John Matthews. . Harper's Monthly Magazine. July 1921, (143): 186–197  [2014-03-31]. （原始内容存档于2012-06-16）.
- Manly, John Matthews. . Speculum. 1931-07, 6 (3): 345–391  [2021-05-06]. ISSN 0038-7134. JSTOR 2848508. doi:10.2307/2848508. （原始内容存档于2021-05-12） （英语）.
- McKenna, Terence. . San Francisco: HarperSanFrancisco. 1991: 172–184. ISBN 978-0-06-250613-9.
- Newbold, William Romaine. . Philadelphia: University of Pennsylvania Press. 1928.
- Pelling, Nicholas. . Surbiton, Surrey: Compelling Press. 2006. ISBN 0-9553160-0-6.
- Stojko, John. . New York: Vantage Press. 1978. ISBN 0-533-04181-3.
- Violat-Bordonau, Francisco. . Cáceres, Spain: Ed. Asesores Astronómicos Cacereños. 2006 （西班牙语）.
- Philadelphia, College of Physicians of. . college. 1921: 415–430  [2021-05-06]. （原始内容存档于2021-05-10） （英语）.
- Foti, Claudio. . Roma: Eremon Edizioni. 2010. ISBN 978-88-89713-17-4 （意大利语）.
- Amancio, Diego R.; Altmann, Eduardo G.; Rybski, Diego; Oliveira, Osvaldo N.; Costa, Luciano da F. Perc, Matjaz , 编. . PLoS ONE. 2013-07-02, 8 (7): e67310. ISSN 1932-6203. PMC 3699599 . PMID 23844002. doi:10.1371/journal.pone.0067310 （英语）.
- Montemurro, Marcelo A.; Zanette, Damián H. Szolnoki, Attila , 编. . PLoS ONE. 2013-06-21, 8 (6): e66344. ISSN 1932-6203. PMC 3689824 . PMID 23805215. doi:10.1371/journal.pone.0066344 （英语）.

## 外部連結
- 央視-伏尼契手稿 （页面存档备份，存于）
- Voynich Manuscript From the digital collection of the Beinecke Rare Book and Manuscript Library at Yale University （页面存档备份，存于）
- René Zandbergen's introductory site （页面存档备份，存于） about the Voynich Manuscript
- Nick Pelling's research site （页面存档备份，存于）
- 中的“The Voynich Manuscript”
- Nature news article: World's most mysterious book may be a hoax （页面存档备份，存于） A summary of Gordon Rugg's paper directed towards a more general audience
- Scientific American: The Mystery of the Voynich Manuscript